# Similiparma hermani
Similiparma hermani là một loài cá biển thuộc chi Similiparma trong họ Cá thia. Loài này được mô tả lần đầu tiên vào năm 1887.

## Từ nguyên
Từ định danh được đặt theo tên của Lieut. Herman (không rõ tên riêng), người đã thu thập mẫu định danh của loài cá này từ Cabo Verde trong chuyến đi đến Congo.

## Phân loại học
Mặc dù từ lâu được công nhận là một chi hợp lệ, Kottelat (2013) lại xem Similiparma là một danh pháp đồng nghĩa của chi Chrysiptera mà không giải thích, kéo theo S. hermani là đồng nghĩa của Chrysiptera unimaculata, có lẽ dựa vào một lỗi đánh máy trong quyển Damselfishes of the World của Allen (1991), vì cũng trong quyển sách đó, Allen vẫn công nhận tính hợp lệ của Similiparma và S. hermani.

## Phạm vi phân bố và môi trường sống
S. hermani là một loài đặc hữu của đảo quốc Cabo Verde. Loài này sống gần những rạn san hô ở độ sâu đến ít nhất là 20 m.

## Mô tả
S. hermani có chiều dài cơ thể tối đa được ghi nhận là 19 cm. Cá trưởng thành có màu nâu sẫm ngoại trừ vây đuôi có màu trắng nổi bật, trong khi cá con lại có màu sắc tươi sáng hơn: đỉnh đầu, các tia gai vây lưng, vùng lưng và một phần thân trên màu xanh lam sáng, phần cơ thể còn lại màu vàng tươi lốm đốm những chấm ánh màu tím.
Số gai ở vây lưng: 13; Số tia vây ở vây lưng: 17–18; Số gai ở vây hậu môn: 2; Số tia vây ở vây hậu môn: 14; Số tia vây ở vây ngực: 22–23; Số lược mang: 16–18; Số vảy ống đường bên: 22–24.